# Regată la Sainte-Adresse
Regată la Sainte-Adresse este o pictură în ulei pe pânză realizată în 1867 de pictorul francez Claude Monet. În acest moment se află în posesia Metropolitan Museum of Art din New York, SUA.
Această pictură, împreună cu Plaja din Sainte-Adresse au fost probabil concepute ca o pereche. Au dimensiuni identice, iar punctul lor de vedere diferă doar pentru câțiva metri.
1. ↑  „Regatta at Sainte-Adresse”, Metropolitan Museum of Art (în engleză), Metropolitan Museum of Art, accesat în 8 noiembrie 2017